# ロレンツォ・ミノッティ
ロレンツォ・ミノッティ（Lorenzo Minotti、1967年2月8日 - ）は、イタリアの同国代表元サッカー選手。イタリア、チェゼーナ出身。左利きで、強烈なシュート力をもち、空中戦にも強いセンターバックであった。

## 経歴
1985年、セリエB、ACチェゼーナでプロとしての経歴をスタート。その後、セリエAのパルマFCへ移籍。9年もの間キャプテンを務め、通算355試合に出場した。1992-93シーズン、UEFAカップウィナーズカップ決勝では、先制ゴールを奪って優勝、コッパ・イタリア、UEFAカップなどのタイトルも獲得した。
1992年10月14日のフランス戦で代表初召集された。1994年2月16日のフランス戦でようやく初出場を果たし、同年のワールドカップに参加したが、出場機会は無かった。
引退後は故郷のチェゼーナに戻り、ACチェゼーナの強化部長を務めていた。2023年現在はスカイ・スポーツのコメンテーターも務めている。

## 所属クラブ
- 1985-87  チェゼーナ
- 1987-96  パルマ
- 1996-97  カリアリ
- 1997-99  トリノ
- 1999-2001  トレヴィーゾ